# Heilung
Heilung is een muziekproject dat neofolk/darkfolk maakt die gebaseerd is op teksten uit originele artefacten uit de ijzertijd en het Viking-tijdperk. Ze omschrijven hun muziek als amplified history.

## Biografie
Heilung werd in 2014 opgericht door Kai Uwe Faust (een tatoeëerder gespecialiseerd in Oud-Noorse tatoeages) en Christopher Juul (Valravn, Euzen). Later kwam Juuls vriendin, Maria Franz (tevens lid van Euzen) het trio vervolledigen.
In 2015 bracht de band in eigen beheer hun debuutalbum Ofnir uit.
In 2017 trad de band op in Castlefest, hun eerste concert ooit. De organisator, Mark van der Stelt (tevens organisator van Keltfest) programmeerde hen als headliner. Dit "ritueel optreden" werd opgenomen en uitgebracht met als titel Lifa. Ook werd het volledige concert op YouTube geplaatst. Hun optreden in Midgardsblot werd dat jaar ook benoemd als een van de 10 beste optredens volgens Metal Hammer.
In 2017 tekende de band bij het label Season of Mist. Twee jaar later volgde een tweede album, Futha. Futha verwijst naar het vrouwelijke geslachtsdeel en/of de magische krachten van de vrouw.
In 2019 maakte de groep bekend dat ze de soundtrack van Senua's Saga: Hellblade 2 mogen maken. Een van hun bestaande nummers werd al gebruikt tijdens de aankondigingstrailer van het computerspel dat tijdens de Game Awards voor het eerst werd getoond.

## Bezetting

### Liveband
Huidige leden
- Jacob Lund (2017–heden)
- Nicolas Schipper (2021–heden)
- Annicke Shireen (2018–heden)
- Mira Ceti (2021–heden)

Voormalige leden
- Emilie Lorentzen (2018–2022)
- Juan Pino (2017–2018)
- Alex Opazo (2017–2022)
- Jonas Lorentzen (2017–2018)

### Studioband
- Kai Uwe Faust – vocalen (2014–heden)
- Christopher Juul – muziekinstrumenten/geluid, productie (2014–heden)
- Maria Franz – vocalen (2015–heden)

## Discografie
Studioalbums
- Ofnir (2015)
- Futha (2019)
- Drif (2022)

Livealbums
- Lifa (live in Castlefest 2017)

Livevideo's
- Lifa (live in Castlefest 2017)